# بوهل-ایگلهایم
بوهل-ایگلهایم (به آلمانی: Böhl-Iggelheim) یک شهر در آلمان است که در راین-پفلاتس-کرایس واقع شده‌است. بوهل-ایگلهایم ۸٬۲۰۰ نفر جمعیت دارد.

## خواهرخوانده
شهرهای Wahagnies و سیلاندرو خواهرخوانده‌های بوهل-ایگلهایم هستند.